# Ligne à haute tension
Pour les articles homonymes, voir Haute tension.
La ligne à haute tension est l'une des principales formes d'infrastructures énergétiques et le composant principal des grands réseaux de transport d'électricité. Elle permet le transport de l'énergie électrique, des centrales électriques vers les réseaux de distribution qui alimentent les consommateurs selon leurs besoins. Ces lignes sont aériennes, souterraines ou sous-marines, quoique les professionnels réservent plutôt ce terme aux liaisons aériennes.
Les lignes à haute tension aériennes sont composées de câbles conducteurs, généralement en alliage d'aluminium, suspendus à des supports, de types pylônes ou poteaux. Ces supports peuvent être faits de bois, d'acier, de béton, d'aluminium ou parfois en matière plastique renforcée.
Depuis les années 1960, certaines lignes sont régulièrement exploitées à des tensions alternatives (généralement triphasées) supérieures à 765 kV. Les lignes à courant continu haute tension permettent de transporter l'énergie avec moins de pertes en ligne sur de très grandes distances car elles supportent des tensions trois à quatre fois plus élevées pour une même isolation et fonctionnent éventuellement sous l'eau. Mais l'utilisation de tensions et de courants continus interdit l'usage du transformateur ce qui est un inconvénient considérable.

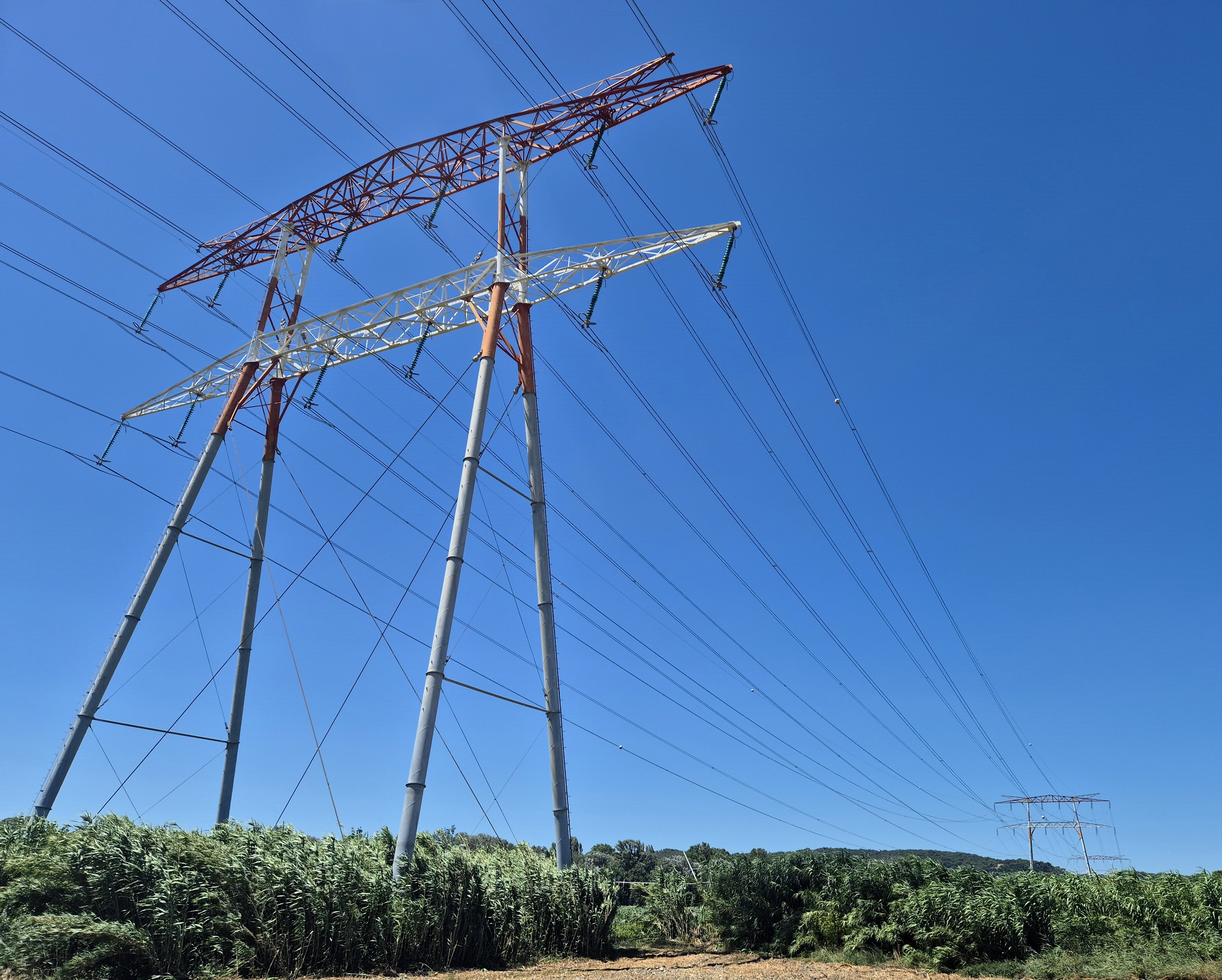
Ligne très haute tension 400 kV composée de quatre circuits près de la centrale nucléaire du Tricastin (Drôme).

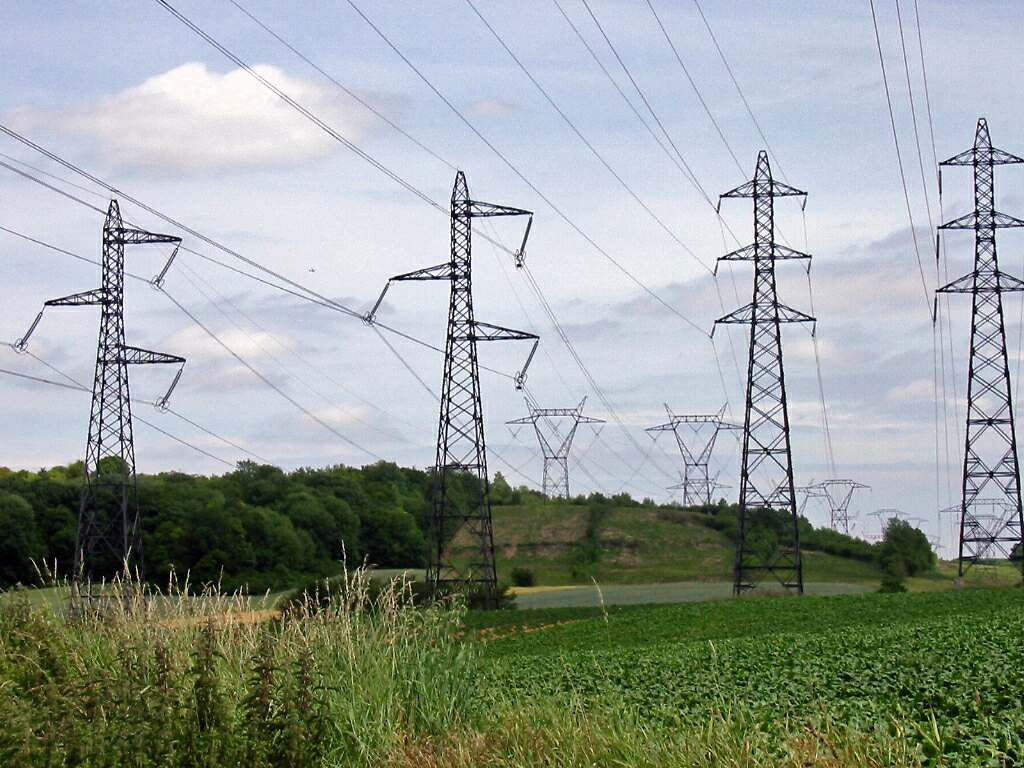
Lignes à haute tension.

## Histoire
Le 2 juillet 1729, la première transmission d'impulsions électriques sur une longue distance a été faite par le physicien Stephen Gray qui a utilisé des cordes de chanvre humide suspendus par des fils de soie (l'importance des conducteurs métalliques n'était pas appréciée à l'époque). Il voulait prouver la possibilité de transférer de l'électricité par ce moyen. La première déclinaison pratique en sera la télégraphie.

### XIXesiècle
- En 1882, la première transmission à haute tension se fait entre Munich et Bad Brook.

- En 1891, le premier usage de courant alternatif triphasé sur lignes aériennes se fait à l'occasion du Salon international de l'électricité, à Francfort, entre l'usine de ciment Mehlgraben de Lauffen et Francfort[2].

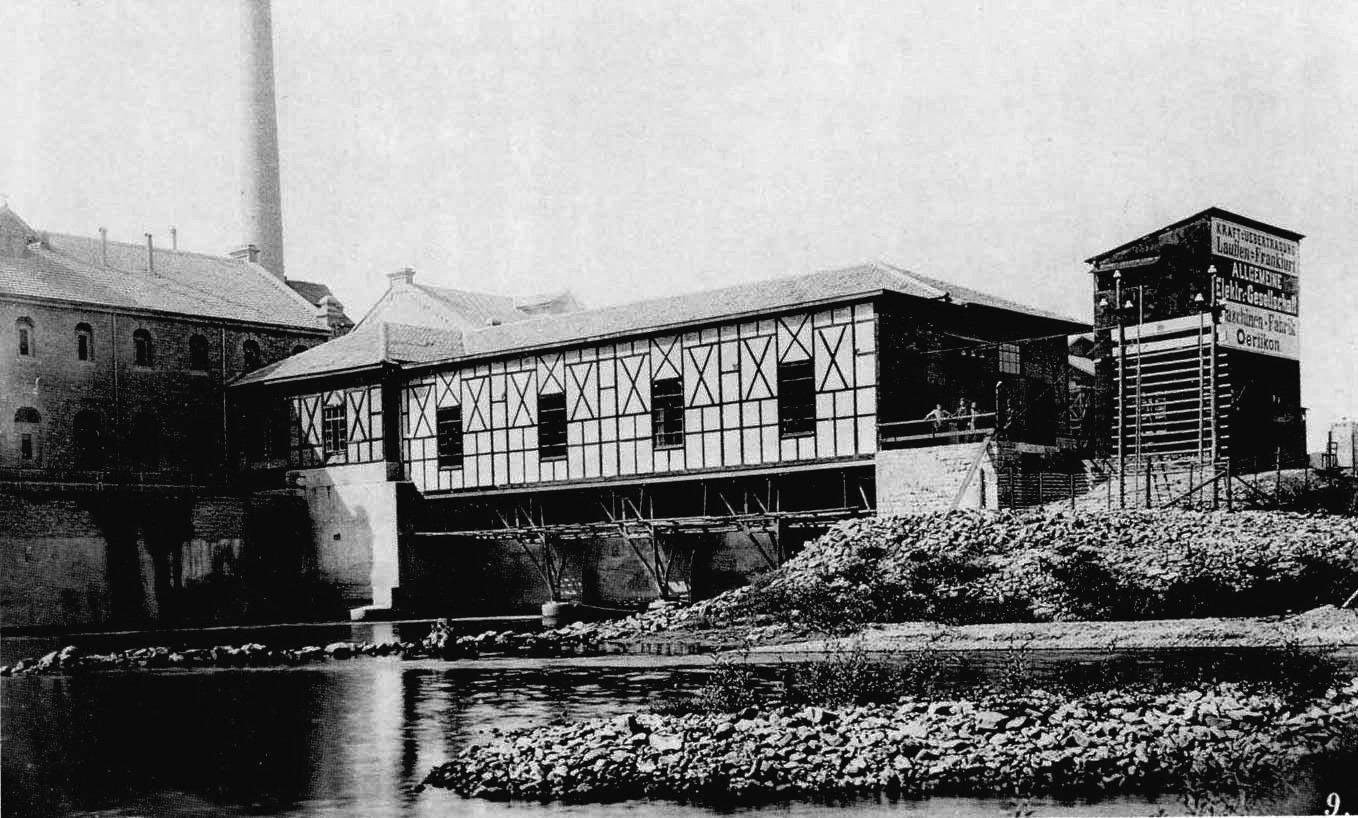
L'usine électrique à Mühlgraben, côté nord, sortie de l'eau (1891).

- En 1892, la ligne aérienne triphasée du Salon international de l'électricité sera prolongée jusqu'à Heilbronn. C'est donc la première ville au monde à être alimentée en électricité par des lignes aériennes longue distance.

### XXesiècle
- Le 25 décembre 1900[3], Joachim Estrade réalise la première distribution de courant alternatif moyenne tension offrant l’électricité, dans un rayon d'une centaine de kilomètres, aux habitants de l'Aude[4].

- En janvier 1906, la Société grenobloise de force et lumière utilise 5 000 ch de la production électrique de l'usine de La Volta lyonnaise, près de Saint-Marcel en Tarentaise, pour alimenter le tramway électrique lyonnais, via une ligne de 180 km, distance qui n'a encore jamais été atteinte en Europe, sur deux fils en laiton d'un diamètre de 6 mm[5].

- En 1909, l'Énergie électrique du Sud-Ouest alimente le tramway de Bordeaux, avec l'énergie du barrage de Tuilières, construit entre 1905 et 1907 sur la Dordogne, via une ligne à 55 kV sur 120 km[6].

- En 1909, la Compagnie électrique de la Loire et du Centre compte parmi ses fournisseurs la Société hydroélectrique de l'Eau d'Olle, dont l'électricité est distribuée jusqu’à Saint-Étienne, Saint-Chamond et Roanne via une ligne à 60 000 volts entre Grenoble et Saint-Chamond[7].

- En 1912, la première ligne à haute tension (110 kV) entre en service.

- En 1919, construction d'une ligne entre le barrage d'Éguzon, le premier en béton, et l’usine thermoélectrique de Gennevilliers, près de Paris[8].

- En 1920, la Société de Transports d'Energie des Alpes est fondée avec un capital de 2 millions de francs, présidée par Victor-Auguste Godinet.

- En 1921,la première ligne de 120 000 volts pour desservir les aciéries de Saint-Chamond, à travers le massif montagneux du Pilat, au départ du barrage de Beaumont-Monteux.

- Dans les années 1920, l'Énergie électrique du littoral méditerranéen bâtit une ligne de 170 km et 160 000 volts pour relier les centrales thermiques de Sainte-Tulle et Lingostières.

- En 1922, la loi du 19 juillet 1922 sur les distributions d'énergie[9] autorise les groupements des producteurs et des distributeurs d'une même région et leur reconnaît le monopole dans leur zone tout en fixant, en échange, les tarifs maxima de péage qui peuvent être perçus des usagers.

- En 1923, pour la première fois, c'est une tension de 220 kV qui est appliquée à la ligne.

- En 1931, Pechiney renonce à une usine sous le barrage du Sautet pour destiner sa consommation à Paris[10] suscitant la création de l'UNIE.

- En 1937, aux États-Unis, le barrage Hoover transmet sur 428 km par des lignes hautes tension de 287 kV vers Los Angeles.

- En 1956, au Québec (Canada) la ligne de la Centrale Bersimis-1 allant à Québec et à Montréal a suscité un vif intérêt dans la presse spécialisée pour les ingénieurs d'Hydro-Québec, puisque les deux lignes biternes atteignent 315 kilovolts (kV).

- En 1957, la première ligne de 380 kV entre en service (entre une station de transformation et Rommerskirchen en Allemagne). Dans la même année, la ligne aérienne traversant le détroit de Messine a été mise en service en Italie (pylônes de Messine).

- En 1965, au Québec (Canada), Hydro-Québec met en service la première ligne 735 kV au monde entre le complexe Manic-Outardes sur la Côte-Nord et la région de Québec. - Site web d'Hydro-Québec - Le transport de l'électricité au Québec[11].

- Dès 1967 en Russie et aux États-Unis, des lignes à haute tension de 765 kV sont construites[12].

- En 1982, des lignes sont construites en Union soviétique, entre Elektrostal (près de Moscou) et la centrale électrique d'Ekibastouz (Kazakhstan) alimentées par un courant alternatif triphasé à 1 200 kV.

### XXIesiècle
- En 2003, la construction de la plus grande ligne à haute tension a débuté en Chine[13].

- En 2009 (le 6 janvier), la State Grid Corporation of China active sa première ligne à 1 000 kV[14]. La tension maximale de service est égale à 1 100 kV.

- En 2012, début des travaux de la ligne française Cotentin-Maine de 160 km qui reliera la centrale nucléaire de Flamanville à la Mayenne[15],[16].

L'Inde prévoit un fort développement de son réseau 800 kV[Quand ?], et vers 2013-2014, la mise en service d'un réseau 1 200 kV.

## Pourquoi utiliser la haute tension?

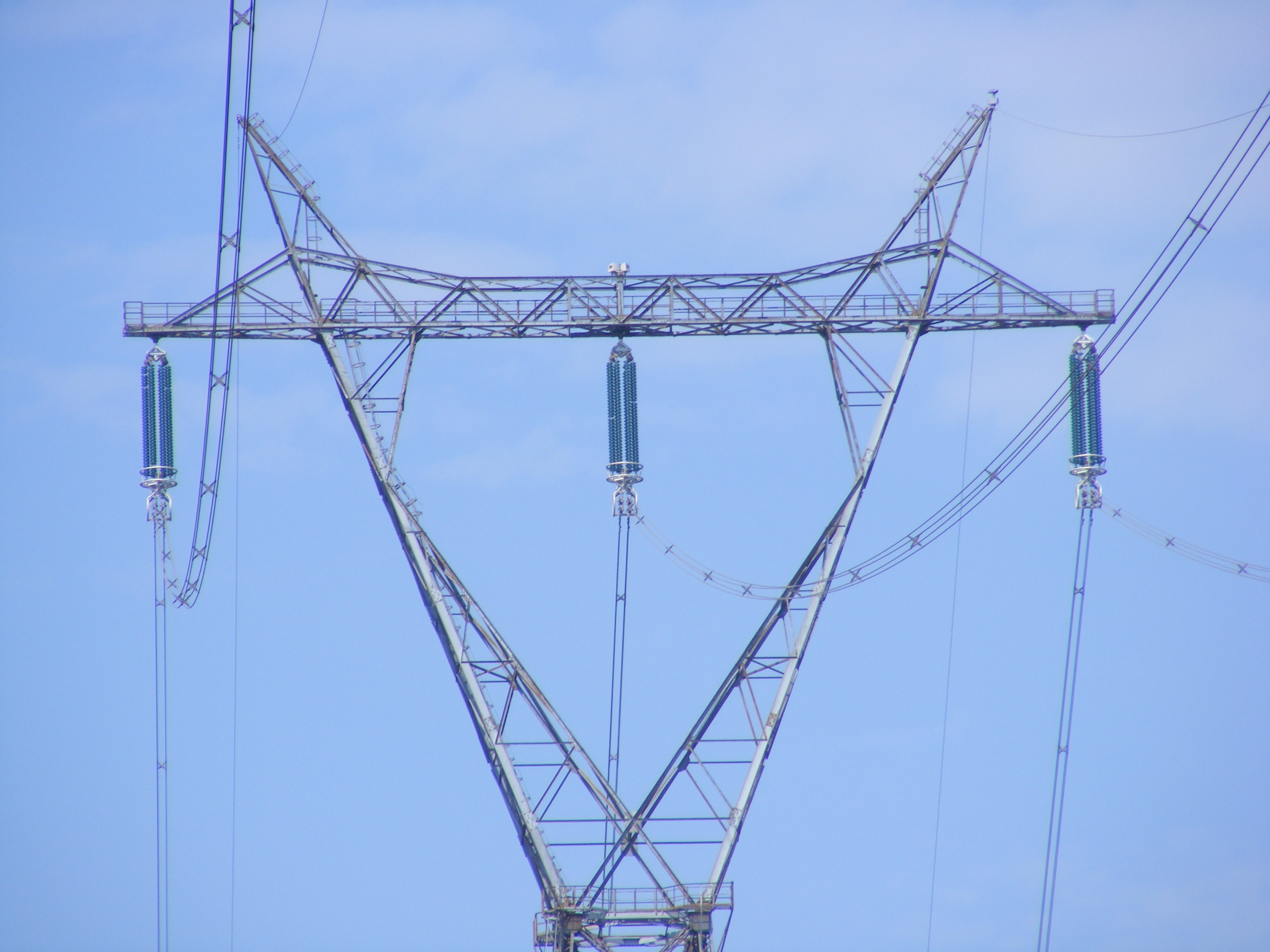
Un pylône d'une ligne à 735 kV d'Hydro-Québec, reconnaissable à ses entretoises en X, qui maintiennent écartés les quatre conducteurs de chaque phase ce qui, en raison de l'effet de peau, provoque moins de pertes qu'un seul conducteur de même section. Le réseau de transport québécois compte 11422 km de lignes à 735 et 765 kV, qui acheminent l'électricité des centrales hydroélectriques nordiques vers les centres de consommation du sud.

Tout transfert d'énergie impose d'utiliser un système de liaisons associant une grandeur de flux et une grandeur d'effort. Pour le transfert d'énergie par l’électricité, la grandeur d'effort est la tension électrique et la grandeur de flux est l’intensité du courant. La plus grande partie de l’énergie perdue lors de ce transfert dépend de la grandeur de flux, responsable des pertes liées au déplacement. Le choix d'utiliser des lignes à haute tension s'impose dès qu'il s'agit de transporter de l'énergie électrique sur des distances supérieures à quelques kilomètres. Le but est de réduire les chutes de tension en ligne, les pertes en ligne et, également, d'améliorer la stabilité des réseaux.
Les pertes en ligne sont principalement dues à l'effet Joule, qui dépend de trois paramètres : la résistance, de l'intensité du courant (selon la relation {\displaystyle P_{J}=R.I^{2}}) mais aussi de la fréquence qui intervient dans l'effet de peau. L'utilisation de la haute tension permet, à puissance transportée ({\displaystyle P=U.I}) équivalente, de diminuer le courant et donc les pertes. Par ailleurs, pour diminuer la résistance, aux fréquences industrielles, il n'y a que deux facteurs, la résistivité des matériaux utilisés pour fabriquer les câbles de transport, et la section de ces câbles. À matériau de fabrication et section équivalents, les pertes sont donc égales, en principe, pour les lignes aériennes et pour les lignes souterraines.
Les lignes à haute tension font partie du domaine « haute tension B » qui comprend les valeurs supérieures à 50 kV en courant alternatif. L'expression « très haute tension » est parfois utilisée, mais n'a pas de définition officielle. Les tensions utilisées varient d'un pays à l'autre. Schématiquement, dans un pays, on trouvera des tensions de l'ordre de 63 à 90 kV pour de la distribution urbaine ou régionale, de l'ordre de 110 à 220 kV pour les échanges entre régions, et de l'ordre de 345 à 500 kV pour les principales interconnexions nationales et internationales. Dans certains pays, comme au Canada (province de Québec), on utilise aussi du 735 kV, et même des tensions plus élevées comme en Chine (1 100 kV), Inde (projet 1 200 kV), Japon (projet 1 100 kV) et dans l'ex-URSS où des essais de transport en « ultra haute tension » ont été effectués en 1 500 kV — mais ce type de tension ne se justifie que pour un transport sur une distance de l'ordre du millier de kilomètres, pour lequel un transport en courant continu peut être une solution intéressante.
Le tableau suivant donne l'évolution de la tension des réseaux à courant alternatif depuis 1912, année de la mise en service de la première ligne de tension supérieure à 100 kV.
| Ligne                     | Pays       | Tension réseau (kV) | Année                 |
| ------------------------- | ---------- | ------------------- | --------------------- |
| Lauchhammer - Riesa       | Allemagne  | 110                 | 1912                  |
| Braunweiler - Louisbourg  | Allemagne  | 220                 | 1927                  |
| Boulder Dam - Los Angeles | États-Unis | 287                 | 1932                  |
| Harsprånget - Hallsberg   | Suède      | 380                 | 1952                  |
| Moscou - Volgograd        | Russie     | 525                 | 1960                  |
| Montréal - Manicouagan    | Canada     | 735                 | 1965                  |
| Broadford - Baker         | États-Unis | 765                 | 1969                  |
| Ekibastouz - Kokchetaou   | Kazakhstan | 1150                | 1985                  |
| Suvereto - Valdicciola    | Italie     | 1050                | 1981-1995             |
| Minami - Niigata          | Japon      | 1100                | 1993                  |
| Jindongnan - Jingmen      | Chine      | 1100                | 2009[réf. nécessaire] |

## Classification

### Tensions de fonctionnement
Il est d'usage de classer les lignes électriques en fonction de leur tension de fonctionnement (prise entre deux de leurs trois conducteurs) :
- Basse tension - moins de 1 000 volts, utilisée pour la connexion vers un immeuble d'habitation ou de petits clients commerciaux et de l'utilitaire.
- Moyenne tension - entre 1 000 volts (1 kV) et 33 kV, utilisée pour la distribution dans les zones urbaines et rurales.
- Haute tension - entre 33 kV et 230 kV utilisée pour le transport de grandes quantités d'énergie électrique.
- Très haute tension - plus de 230 kV à 800 kV utilisée pour de longues distances, de très grandes quantités d'énergie électrique.
- Ultra haute tension - supérieure à 800 kV.

A contrario, en 2009, La norme NF_C18-510 classe les tensions en :
|                    |     | Alternatif           | Continu lissé         |
| ------------------ | --- | -------------------- | --------------------- |
| Très basse Tension | TBT | Un ≤ 50V             | Un ≤ 120V             |
| Basse Tension      | BT  | 50V < Un ≤ 1 000V    | 120V < Un ≤ 1500V     |
| Haute Tension      | HTA | 1000V < Un ≤ 50 000V | 1 500V < Un ≤ 75 000V |
|                    | HTB | Un > 50 000V         | Un > 75 000V          |

### Lignes à courant continu
Les lignes à haute tension fonctionnent presque toutes en courant alternatif triphasé ; mais dans le cadre particulier de certaines traversées sous-marines ou de lignes enterrées, le transport se fait en courant continu haute tension (HVDC) pour des raisons d'économie, d'encombrement et de fiabilité. À titre d'exemple :
- la liaison France-Angleterre IFA 2000 est réalisée par deux paires de conducteurs dont la tension continue par rapport à la terre vaut respectivement +270 kV et −270 kV, soit une différence de potentiel entre les deux conducteurs de chaque paire égale à 540 kV ;
- à Grondines, 100 km au sud-ouest de Québec, la traversée du fleuve Saint-Laurent s’effectue au moyen de deux paires de câbles dont la tension continue par rapport à la terre est de plus ou moins 450 kV, soit une différence de potentiel égale à 900 kV ;
- le futur réseau DESERTEC (production massive d'énergie solaire dans la zone sahélienne) ne peut fonctionner efficacement qu'avec des lignes HVDC.

### Lignes souterraines
À ce jour, les lignes souterraines (à courant continu ou alternatif), plus coûteuses à l'installation, sont utilisées dans quelques cas particuliers : transport sous-marin, franchissement de sites protégés, alimentation de grandes villes, de métropoles ou autres zones à forte densité de population. Elles sont plus souvent en basse et moyenne tension qu'en haute tension du fait des coûts prohibitifs.
L'isolation s'est d'abord faite par papier imprégné d'huile minérale, puis par de nouvelles technologies qui ont également amélioré les capacités des lignes :
- l'isolation synthétique (LIS, XPLE),
- l'isolation gazeuse (LIG, CIG),
- les supraconducteurs[24].

## Composants

### Pylônes

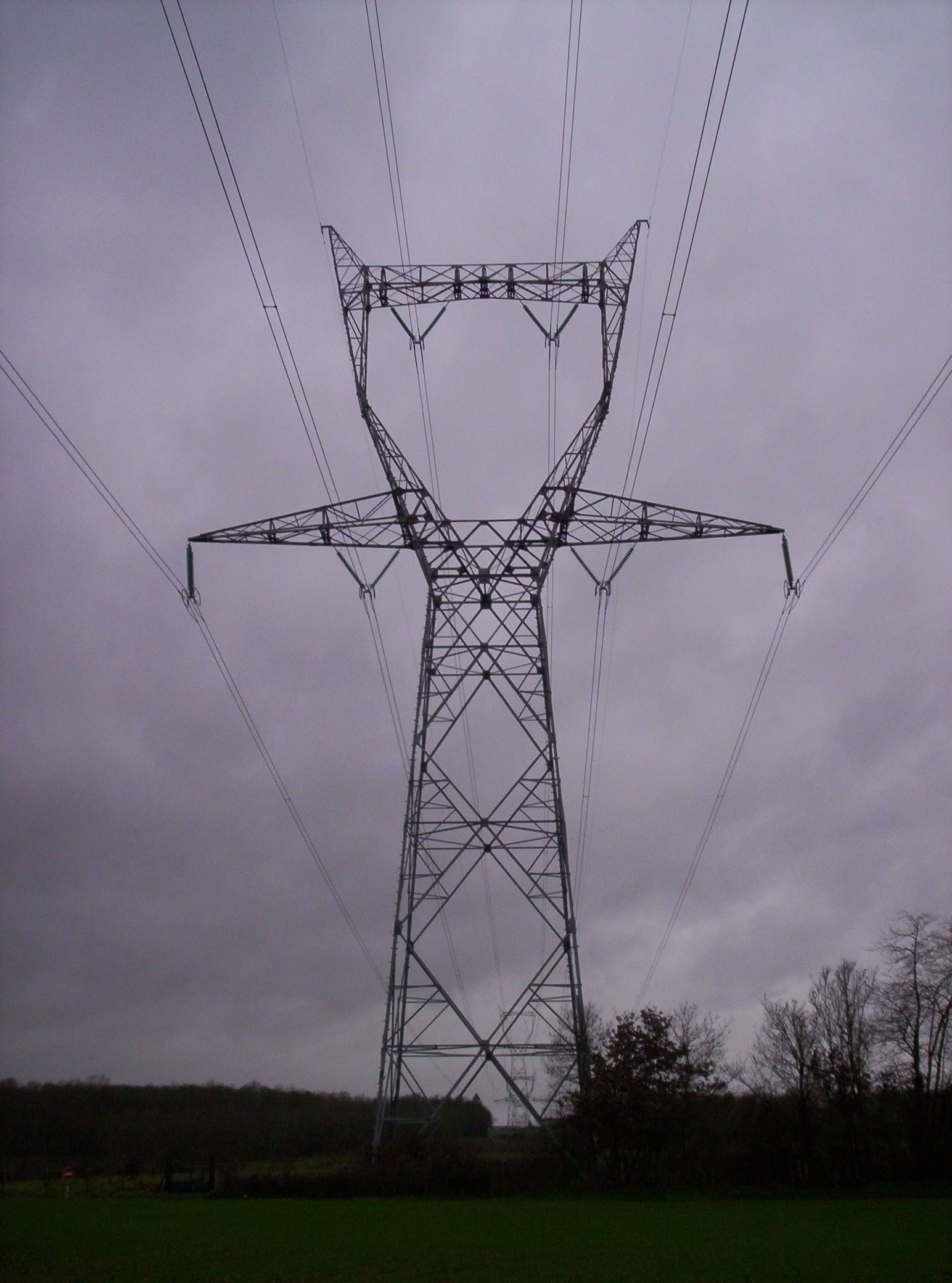
Pylône français supportant deux lignes 230/400 (420) kV : trois paires de conducteurs et une paire de câbles de garde pour chaque ligne, avec chaînes d'isolation à 19 éléments.

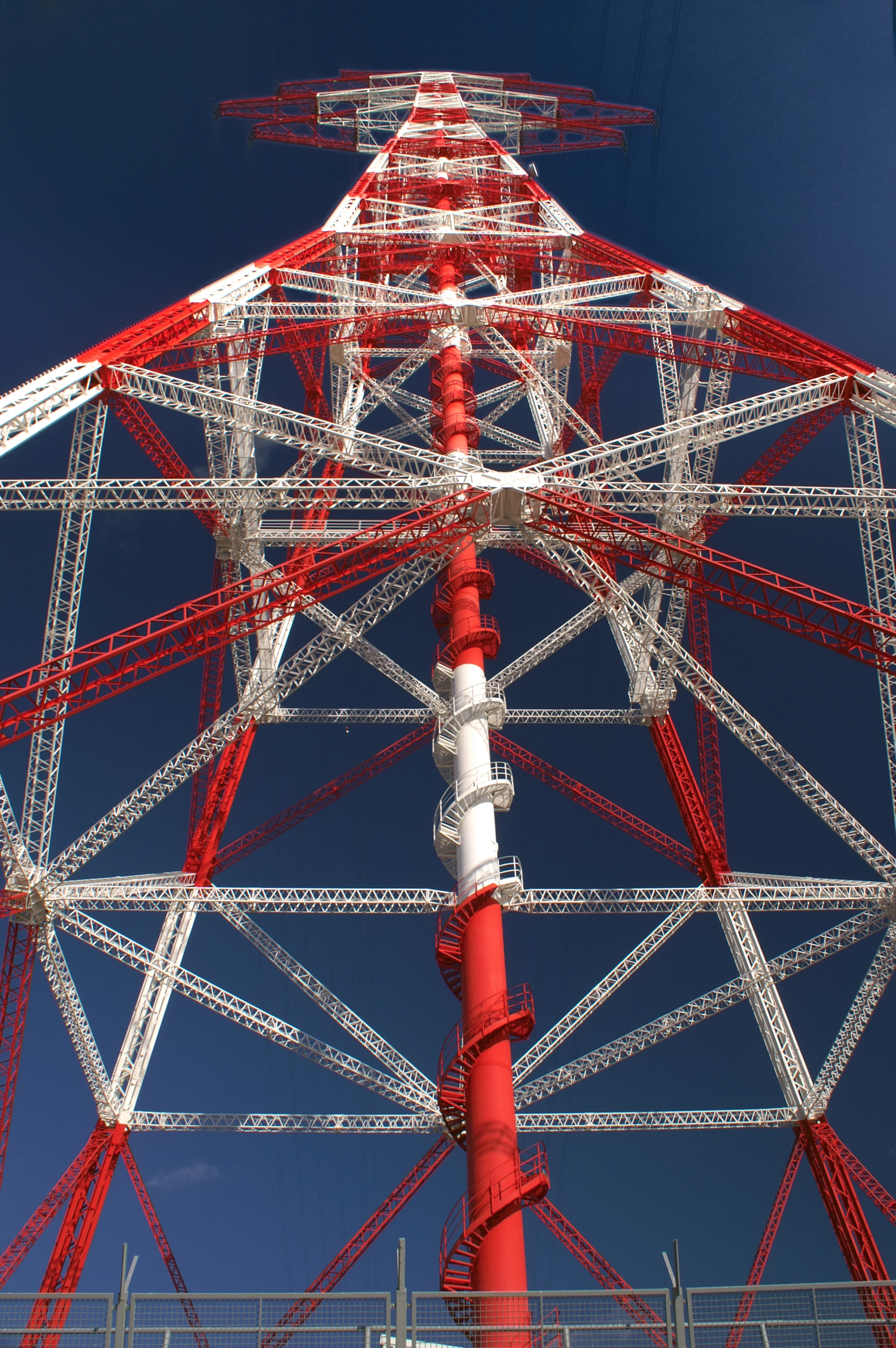
Pylone de ligne haute tension à la traversée de l'Elbe (fleuve) près de Hambourg. Avril 2023.

Pour les lignes aériennes, des pylônes, généralement réalisés en treillis d'acier supportent et maintiennent les conducteurs à une distance suffisante du sol et des obstacles : ceci permet de garantir la sécurité et l'isolement par rapport à la terre, les câbles étant nus (non isolés) pour en limiter le poids et le coût.
L'inconvénient est leur exposition aux intempéries (embruns salés, tempêtes, poids de la glace qui peut les endommager).

### Conducteurs

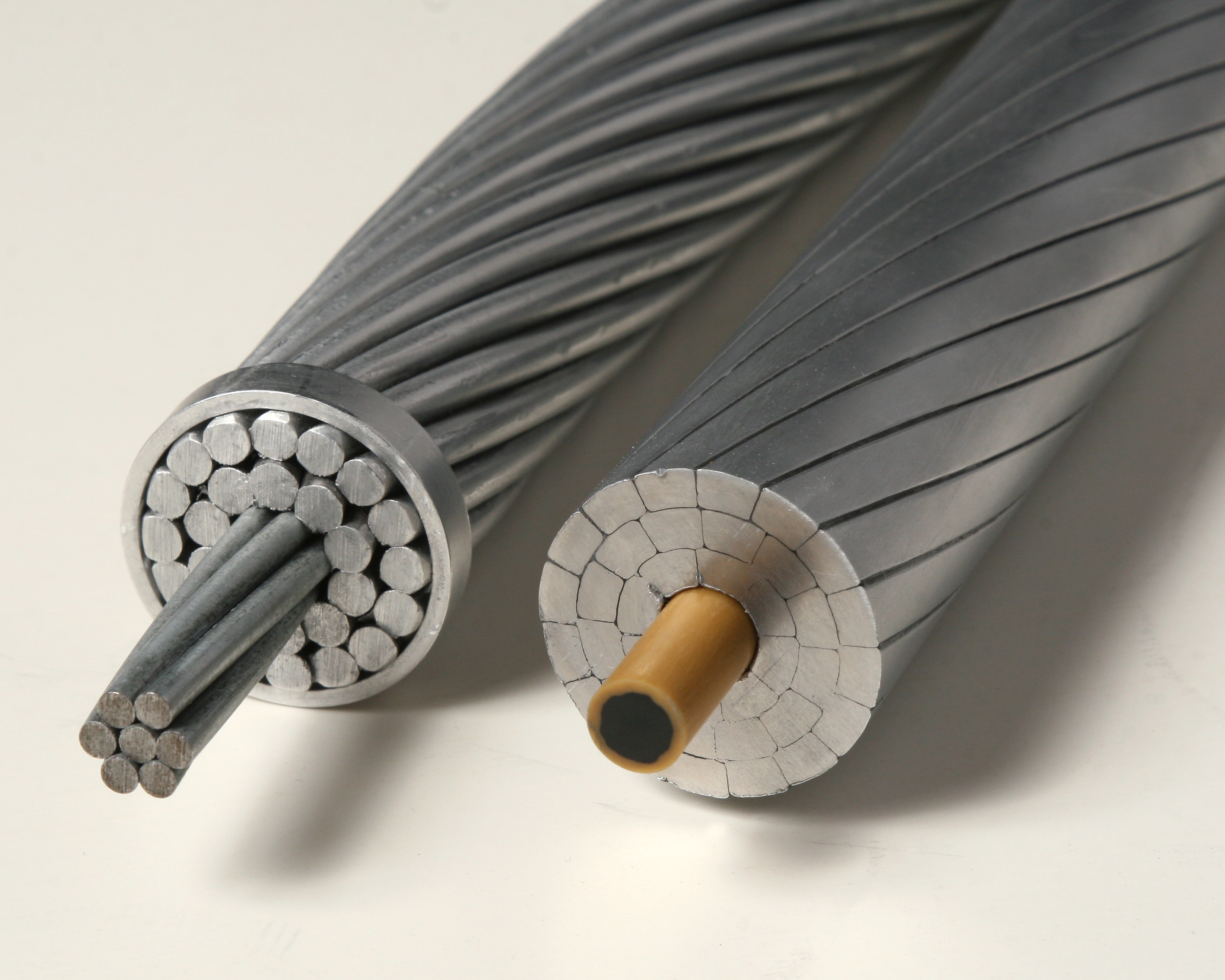
Conducteur conventionnel sur la gauche et à âme en fibre composite à droite. L'âme au centre assure les propriétés mécaniques, l'aluminium à l'extérieur les propriétés électriques du conducteur

Le courant électrique est transporté dans des conducteurs, généralement sous forme triphasée, avec au moins trois conducteurs par ligne. Pour une phase, on peut aussi trouver un faisceau de conducteurs (de deux à quatre) à la place d'un simple conducteur afin de limiter les pertes et d'augmenter la puissance pouvant transiter (voir plus bas).
Les conducteurs en cuivre sont de moins en moins utilisés car ce matériau est de plus en plus cher et à conductibilité égale, deux fois plus lourd qu'un conducteur d'aluminium. On utilise en général des conducteurs en alliage d'aluminium, ou en combinaison aluminium-acier pour les câbles plus anciens ; ce sont des conducteurs composés d'une âme centrale en acier sur laquelle sont tressés des brins d'aluminium. Les conducteurs sont nus, c'est-à-dire non revêtus d'un isolant.
La capacité de transport d'une ligne aérienne dépend du type de conducteur et des conditions météorologiques. Il faut éviter que la chaînette formée par le conducteur ne se rapproche trop du sol ou de la végétation à cause de la dilatation thermique provoquée par l'effet Joule.
Les conducteurs haute tension sont aériens ou souterrains (et parfois sous-marins). Les conducteurs aériens sont soumis à l'action des facteurs atmosphériques : température, vent, pluie, gel, etc. Ces facteurs interviennent de façon importante dans le choix des paramètres d'une ligne haute-tension : type de conducteur électrique (matériaux et géométrie), hauteur et distance des pylônes, tension mécanique maximum sur le conducteur afin de maintenir une garde au sol suffisante, etc. Le choix de ces paramètres a une grande influence sur les coûts de construction et d'entretien d'une ligne de transmission, ainsi que sur sa fiabilité et sur sa longévité. Toutes choses égales par ailleurs la position des conducteurs influe sur l'intensité et la disposition du champ électromagnétique.

### Isolateurs
La fixation et l'isolation entre les conducteurs et les pylônes est assurée par des isolateurs, ils ont un rôle à la fois mécanique et électrique. Ceux-ci sont réalisés en verre, en céramique, ou en matériau synthétique. Les isolateurs en verre ou céramique ont en général la forme d'un empilement d'assiettes.
Il en existe deux types : les isolateurs rigides (assiettes collées) et les éléments de chaîne (assiettes emboîtées). Plus la tension de la ligne est élevée, plus le nombre d'assiettes est important. Les chaînes peuvent être simples (câbles légers en suspension), doubles droites (horizontales pour les câbles en amarrage et verticales pour les câbles lourds en suspension), doubles en V (câbles en suspension anti-balancement) voire triples (supportant plusieurs câbles).
| type de ligne            | 230/400 (420) kV             | 130/225 (245) kV             | 52/90 (100) kV              | 36/63 (72,5) kV             | 12/20 (24) kV              | 230/400 V         |
| appellation              | 400 kV                       | 225 kV                       | 90 kV                       | 63 kV                       | 15 kV ou 20 kV             | 400 V             |
| classification           | THT (HTB transport national) | THT (HTB transport national) | HT (HTB transport régional) | HT (HTB transport régional) | MT (HTA distribution)      | BT (consommation) |
| nombre d'isolateurs      | 19                           | 12 à 14                      | 9                           | 4 à 6                       | 2 à 3                      | 1                 |
| illustrations            | trois fois dix-neuf          | quatorze isolateurs          | neuf isolateurs             | six isolateurs · Quatre     | \| \| \| \| \| \| \| \| \| | isolateur simple  |
| deux isolateurs          | isolateur double             |                              |                             |                             |                            |                   |
| isolateurs HTA           |                              |                              |                             |                             |                            |                   |
| deux et trois isolateurs |                              |                              |                             |                             |                            |                   |

À noter : certaines lignes sont équipées d’isolateurs d’une capacité d’isolation supérieure à celle nécessaire pour la tension habituelle de la ligne. Ce peut être fait, par exemple, en prévision d’une augmentation ultérieure de cette tension : en cas d’augmentation de tension, il n’est pas nécessaire de déposer la ligne pour changer les isolateurs.

### Câbles de garde
Les câbles de garde ne transportent pas le courant. Ils sont situés au-dessus des conducteurs. Ils jouent un rôle de paratonnerre au-dessus de la ligne, en attirant la foudre pour éviter une éventuelle surtension au niveau des conducteurs.
Ils sont en général réalisés en almelec-acier. Au centre du câble de garde on place parfois un câble en fibre optique qui sert à la communication de l'exploitant; on parle alors de OPGW. Si on décide d'installer la fibre optique sur un câble de garde déjà existant, on utilise alors un robot qui viendra enrouler en spirale la fibre optique autour du câble de garde.

### Signalisation
Afin d'éviter les impacts d'aéronefs, les lignes sont signalées par des balises diurnes (boules) ou nocturnes (dispositifs lumineux, Balisor), aux abords des aéroports et aérodromes la partie supérieure du fût du pylône est peinte en rouge et blanc.
D'autres dispositifs sont utilisés pour la protection avifaune dans les zones sensibles (couloirs de migration en particulier), comme des spirales de couleurs qui outre l'aspect visuel sifflent sous l'effet du vent ou encore des silhouettes de rapaces placés en tête de pylône qui provoquent par réflexe une élévation du vol pour échapper au supposé prédateur. En France, le choix des techniques et des zones de pose est réalisé de concert avec les organismes de protections des oiseaux et RTE ou EDF.

## Modélisation électrique
Une ligne électrique parfaite peut être considérée comme un fil d'impédance nulle. Dans la pratique plusieurs phénomènes physiques entrent en jeu : pertes d'énergie par effet Joule, réponse fréquentielle, courants de fuite. Une étude à l'aide d'un modèle théorique simplifié permet de comprendre l'effet de divers paramètres sur le comportement de la ligne.
Le schéma ci-dessus, appelé modèle en Pi, permet de modéliser correctement des lignes d'une longueur allant de 80 à 240 km. En dessous, les effets capacitifs peuvent être négligés pour une ligne aérienne. Au-delà les phénomènes de propagation doivent être pris en compte, il faut alors assimiler la ligne à une succession de cellules élémentaires de type Pi. Le modèle est alors similaire à celui d'une ligne de transmission.

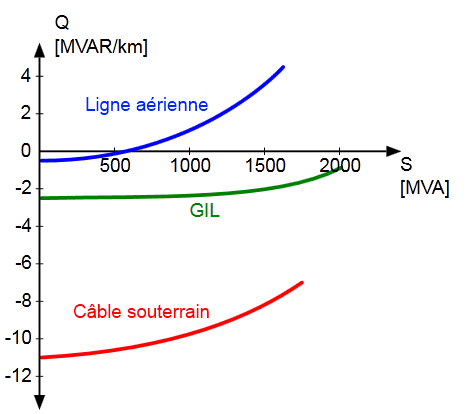
Consommation en puissance réactive Q par kilomètre de ligne aérienne 380 kV, de câble souterrain et pour un GIL en fonction de la puissance apparente transportée S et à 50 Hz. Une ligne en courant continu ne consomme pas de puissance réactive

Une ligne aérienne est principalement inductive. Elle consomme donc de la puissance réactive, cela provoque une chute de tension. Cette inductance fait également croître l'angle de transport, qui influe sur la stabilité des réseaux électriques et la puissance active transportée par la ligne. Lorsque cette inductance devient trop importante, à cause de la longueur de la ligne, il est nécessaire d'utiliser de la compensation électrique.
La résistance des conducteurs provoque des pertes par effet Joule, l'usage de faisceaux de conducteurs, eux-mêmes faits d'aluminium, un matériau léger, très bon conducteur électrique, et d'acier permet de limiter cette résistance. Celle-ci décroît avec la section des conducteurs. En pratique la section est d'environ 500 mm2. L'effet de peau rend l'usage de sections plus importantes peu avantageux. Il est plus intéressant d'augmenter le nombre de conducteurs par faisceau.
La capacité de la ligne électrique avec la terre est relativement faible pour une ligne aérienne, par contre pour les câbles souterrains, ce paramètre est dominant. Un câble souterrain produit de la puissance réactive contrairement à une ligne aérienne. Il faut la compenser régulièrement sous peine de ne transporter qu'un courant réactif. Concrètement, le câble se charge et se décharge au rythme de la fréquence du réseau. Ceci explique que l'enterrement des lignes à haute tension pose un problème sur de longues distances.
Par ailleurs, une résistance doit être représentée en parallèle aux capacités. Elle est due à l'effet corona et aux fuites de courant (causées par la pollution sur les isolateurs par exemple).

### Tension transitoire de rétablissement
Dans le cas d'un défaut à la terre, la coupure du défaut en ligne par un disjoncteur à haute tension donne naissance à la propagation d'ondes de tension entre le disjoncteur et le point de défaut. La fréquence d'oscillation de la tension en aval du disjoncteur est fonction de l'impédance d'onde de la ligne et de la longueur de la ligne en défaut. Si la ligne est ouverte à son extrémité elle peut être assimilée à une réactance capacitive.

## Caractéristiques électriques

### Puissances transportées

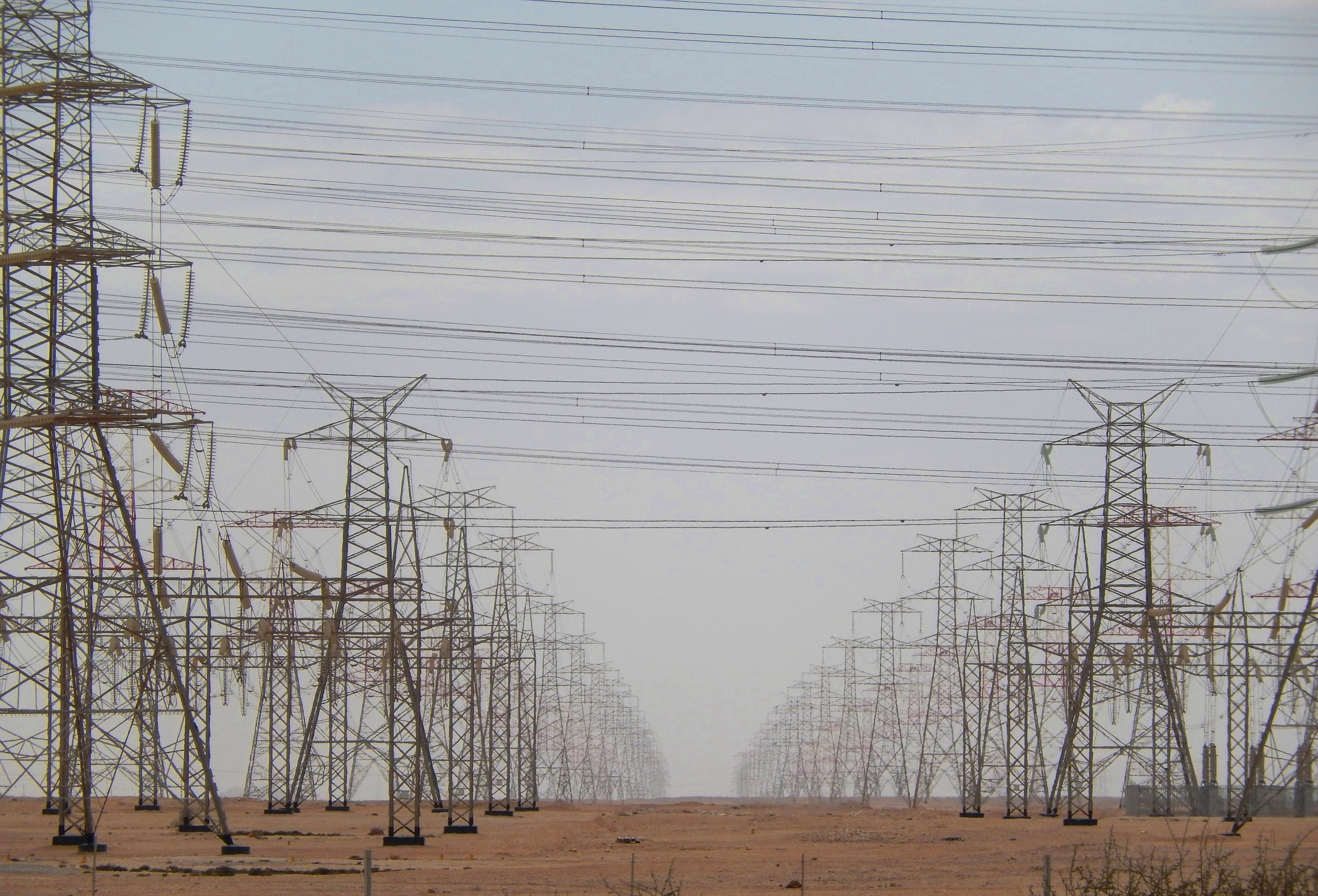
Des lignes à haute tension au Qatar.

#### Pertes de puissance
Malgré l'effort entrepris pour limiter la résistance, le transport de l'électricité engendre des pertes d’énergie importantes, principalement par effet Joule. À titre d'exemple, pour le réseau de transport d'électricité en France, ces pertes sont estimées en moyenne à 2,5 % de la consommation globale, soit 11,5 TWh par an.
Pour ne pas subir de pertes importantes, on utilise donc deux techniques[réf. nécessaire] :
- augmenter le nombre de conducteurs : certaines lignes comportent pour chacune des phases jusqu’à quatre câbles distants de quelques centimètres ;
- diminuer l'intensité du courant en élevant la tension : pour une puissance transportée identique, si on augmente la tension, l'intensité du courant électrique diminue et les pertes dues au passage du courant dans le fil seront réduites selon le carré de l'intensité.

- Alterner les phases.

Toutefois, la tension servie aux particuliers doit rester inchangée (230 V en Europe ou 120 V en Amérique du Nord pour les installations domestiques) et dans le domaine de la basse tension afin de limiter les risques pour les utilisateurs. Il faut donc l'abaisser au plus près de ceux-ci. Comme on ne sait pas le faire de façon simple avec le courant continu (cf. HVDC), on a recours au courant alternatif (de fréquence 50 Hz en France ou 60 Hz en Amérique du Nord) et à des transformateurs.
Il faut également prendre en compte le risque d'arc électrique entre deux conducteurs. Ce risque est d'autant plus important que la tension est élevée. Cela impose des contraintes d'isolement plus fortes et nécessite notamment :
- pour les lignes aériennes, d'écarter suffisamment les conducteurs, (typiquement 1 cm/kV), ce qui a pour conséquence d'augmenter proportionnellement la dimension des matériels associés (isolateurs, pylônes…) ;
- pour les câbles (enterrés ou non), d'augmenter les épaisseurs d'isolants, d'ajouter des écrans de masse, voire de recourir à des technologies différentes (par exemple câbles à isolation gazeuse).

#### Intensité du courant
L'intensité maximale du courant transportable dans une ligne est liée à la résistance de ses conducteurs, et donc à leur section et à la résistivité des matériaux les constituant.
Un courant circulant dans un conducteur va créer des pertes, et donc une élévation de température. Un équilibre thermique va s'établir entre les pertes dans le conducteur, et l'énergie transmise par le conducteur à son milieu ambiant (l'air) par convection et rayonnement. Les gestionnaires du réseau devront limiter le courant et donc la température du conducteur à un niveau acceptable : la déformation due à la chaleur doit respecter la limite d'élasticité des câbles, et la flèche de la ligne (son point bas par rapport au sol) doit rester suffisamment éloignée du sol pour ne pas mettre en danger les biens et personnes à proximité. La température limite admissible d'un conducteur aluminium est de l'ordre de 100 °C. À partir de là, le concepteur de la ligne définira en fonction de la température ambiante l'intensité maximale admissible. Des surcharges temporaires sont admissibles lorsque la température ambiante est suffisamment inférieure à la valeur maximale prise pour le dimensionnement.
Cependant le choix des sections de lignes doit se faire en fonction des courants maximaux à transporter, mais aussi en fonction de critères technico-économiques. Le choix d'une section plus importante entraînera une dépense plus importante, mais permettra de réduire les pertes. On peut même envisager de réaliser deux lignes transportant la moitié du courant, car les pertes de chaque ligne sont divisées par 4 — donc le total des pertes est divisé par 2. L’économie réalisée permet d’amortir la réalisation de la deuxième ligne. De plus, on conserve la possibilité de doubler l’intensité du courant en cas de besoin (opérations de maintenance, pannes sur l’autre ligne…).
La densité du courant dans les lignes aériennes haute tension est d’environ 0,7 – 0,8 A/mm2.

### Chutes de tension
À cause du comportement inductif des lignes aériennes, le transit du courant fait chuter la tension du côté de la charge. Par ailleurs à vide, la tension est plus importante côté charge que côté centrale à cause de l'effet Ferranti. Ces variations de tension ne sont pas souhaitables, une tension trop basse augmentant les pertes par effet joule, une tension trop élevée comporte un danger pour l’isolation du matériel. Il convient donc pour le gestionnaire de réseau de limiter les variations de tension trop importantes.

#### À vide
Si l'on considère le modèle en π lorsque le courant de sortie est nul, on remarque que le condensateur de sortie est alors en série (c'est-à-dire traversé par exactement la même intensité) avec la résistance et l'inductance de ligne.
{\displaystyle I={\frac {{\underline {U}}_{e}}{{\underline {Z}}_{L}+{\underline {Z}}_{R}+{\underline {Z}}_{C}}}={\frac {{\underline {U}}_{s}}{{\underline {Z}}_{C}}}\,}, soit : {\displaystyle {\underline {U}}_{e}={\underline {U}}_{s}+{\frac {{\underline {Z}}_{L}+{\underline {Z}}_{R}}{{\underline {Z}}_{C}}}\cdot {\underline {U}}_{s}\,}
D'où : {\displaystyle {\frac {{\underline {U}}_{e}-{\underline {U}}_{s}}{{\underline {U}}_{s}}}={\underline {Y}}_{C}({\underline {Z}}_{L}+{\underline {Z}}_{R})=jRC\omega -LC\omega ^{2}\,}
Avec Ue la tension à l'entrée de la ligne, Us la tension à la sortie de la ligne et ZR, ZL, ZC les impédances respectives de la résistance, de l'inductance et de la capacité.
Pour une ligne aérienne, {\displaystyle R<L\omega \,}, donc le deuxième terme est prédominant, ce qui conduit à une tension de sortie supérieure de quelques pour cent à la tension d'entrée. Ce phénomène est appelé effet Ferranti.

#### En charge

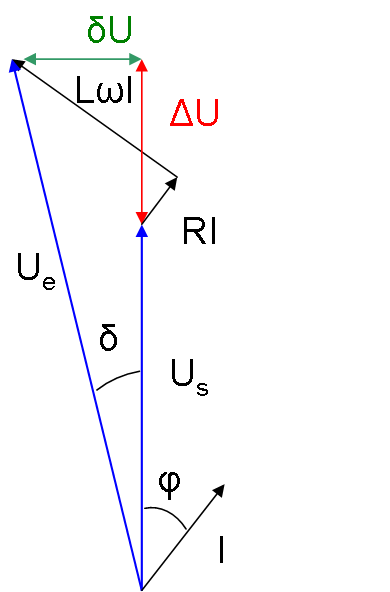
Chute de tension d'une ligne modélisée par une résistance R et une inductance X

Une ligne électrique peut être représentée par une résistance électrique en série avec une inductance. La relation entre tension d'entrée et de sortie est la suivante :
{\displaystyle U_{e}=(r+jl\omega ).I+(R+jL\omega ).I+U_{s}\,}, soit : {\displaystyle U_{e}=(r+R).I+j(l\omega +L\omega ).I+U_{s}\,}
Si l'intensité appelée I augmente les deux termes {\displaystyle (r+R).I\,} et {\displaystyle j(l\omega +L\omega ).I\,} augmentent donc {\displaystyle U_{S}\,} diminue à l’extrémité de la ligne.

#### Chute de tension et puissance réactive
Par ailleurs la chute de tension est liée étroitement à la notion de puissance réactive. En effet la chute de tension peut être exprimé sous la forme suivante si on néglige la résistance de la ligne :
{\displaystyle \Delta U=Re(U_{s}-U_{e})={\frac {L\omega Q_{s}}{U_{s}}}}
Avec Qs la puissance réactive consommée par la charge.
Pour remédier à la chute de tension, il faut donc faire diminuer la puissance réactive transportée par la ligne, en produisant la puissance réactive proche de la charge. Pour cela il y a deux possibilités : soit demander aux groupes de fournir plus de réactif soit insérer utiliser de la compensation électrique, qui a dans ce cas un caractère capacitif, ou bien les deux solutions à la fois.
Enfin, la circulation de puissance réactive est en général à éviter car elle provoque également des surcharges au niveau des transformateurs de puissance, l'échauffement des câbles d'alimentation et des pertes.

## Controverses sanitaires et environnementales

### Danger intrinsèque d'électrisations/électrocutions
Les lignes à haute tension sont des dispositifs industriels dangereux. Le contact direct (avec toucher) ou indirect (distance d'ionisation ou d'amorçage) des conducteurs sous tension présente un risque élevé d'électrocution. Un des objectifs de la conception aérienne des lignes à haute tension est de maintenir un dégagement proportionné entre les conducteurs et le sol afin d'empêcher tout contact avec la ligne. Cela dépend en grande partie de la tension présente dans la ligne.

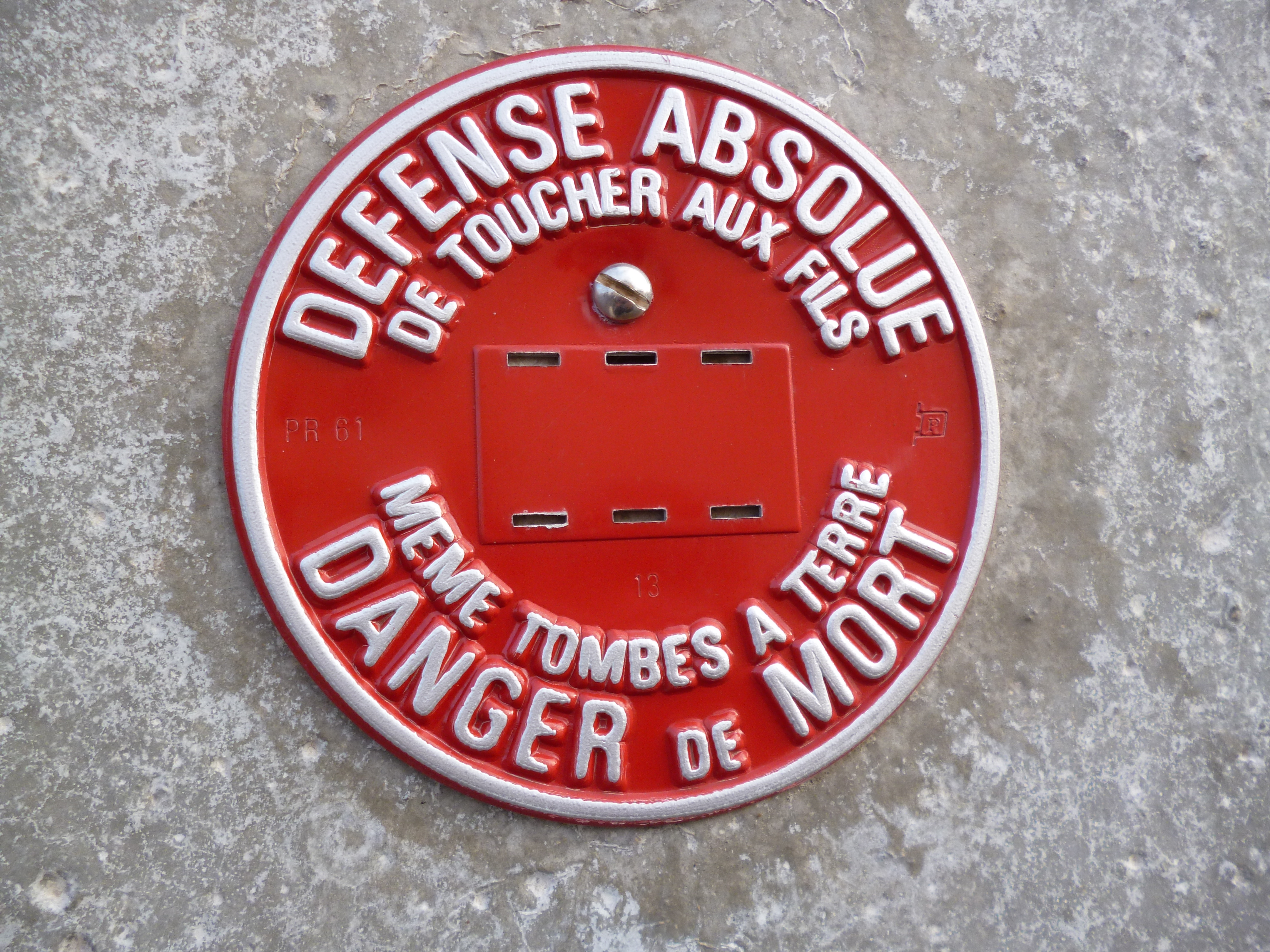
Avertissement apposé sur un poteau électrique.

### Courant électrique parasite impliquant les lignes
Les lignes à haute tension peuvent être responsables, par effet d'induction électromagnétique, de courants électriques parasites qui se propagent dans les parties métalliques à proximité de la ligne. Ce courant électrique de faible intensité peut alors provoquer de petites décharges électriques lors du contact.
Si ces courants parasites ne sont pas un danger pour l'homme, ils peuvent créer du stress auprès des élevages qui sont en contact fréquent avec le métal (abreuvoir, enclos…). Pour les agriculteurs, différentes solutions autour de la mise à la terre des parties métalliques existent.

### Controverse de danger pour la santé des champs électromagnétiques des lignes
Les lignes à haute tension sont suspectées de générer des champs électromagnétiques ayant des effets néfastes sur l'organisme humain, en particulier à cause des champs magnétiques qu'elles émettent. Les résultats des études épidémiologiques sont contrastés.
S'appuyant sur plusieurs études épidémiologiques portant sur des groupes d’enfants exposés à proximité de lignes à haute tension et mettant en évidence un risque accru de leucémie, le centre international de recherche sur le cancer (CIRC) a classé les champs électromagnétiques « basse fréquence » comme possiblement cancérogènes pour l’homme (catégorie 2B).
Le sujet reste malgré tout très débattu et si « les études consacrées à l'effet possible des rayonnements à basse fréquence sur la leucémie infantile se comptent par centaine », « la relation causale entre les deux reste très incertaine : elle n'est ni exclue, ni prouvée, au sens scientifique du terme ». L'enfouissement des lignes à haute tension n'est pas forcément la solution miracle à ce problème. Le champ magnétique à l'aplomb d'un câble haute tension enterré peut parfois être supérieur à celui d'une ligne aérienne de même tension.
Néanmoins, des associations telles que le Criirem considèrent qu'il y a un sur-risque de cancer et de maladies graves chez l'adulte en cas d'exposition résidentielle aux champs des lignes à haute tension (en particulier pour les leucémies et tumeurs cérébrales), un avis se fondant en particulier sur leur enquête réalisée pour l'association Stop-THT.
Pour sa part, dans un rapport de 2010, l’AFSSET juge que « l’enquête réalisée par le Criirem souffre d’un nombre important de biais (mauvaises conception et gestion du questionnaire, populations étudiées mal définies, mesures des expositions non pertinentes, etc.) qui ne permettent pas d’interpréter et de valider scientifiquement ses résultats. »

#### Étude épidémiologique Draper sur la leucémie de l'enfant (2005)
Le British Medical Journal du 4 juin 2005 publie une étude montrant un risque relatif limité mais réel de leucémie infantile pour les enfants résidant à proximité (de 0 à 600 mètres) d'une ligne à haute tension. Aucune augmentation du risque relatif n'était mise en évidence pour les autres tumeurs (tumeurs cérébrales par exemple avec un risque relatif inférieur à 1, ce qui n'indique évidemment pas un effet protecteur). Cette étude, réalisée par un chercheur de l'université d'Oxford, précise que tout biais social a été écarté (le risque de leucémie serait plus élevé dans les familles les plus aisées). Cependant, comme pour toutes les études cas-témoins rétrospectives, les risques de biais sont nombreux et difficiles à contrôler : par exemple, seulement la moitié des cas de leucémies n'avaient pas déménagé entre la naissance et le diagnostic. Aucune explication rationnelle n'a été trouvée pour expliquer ce sur-risque. En particulier, on n'a pas encore su définir avec exactitude si cela est dû aux champs magnétiques ou à d'autres causes.
À la sortie de l'étude Draper et en réponse à 60 Millions de consommateurs, l’AFSSET indique d'ailleurs que « les auteurs restent très prudents quant à l’interprétation de leurs résultats, reconnaissant l’incertitude et l’absence d’explication satisfaisante reliant les résultats constatés à l’exposition aux champs magnétiques des lignes à haute tension. Ils admettent l’hypothèse que le résultat pourrait être dû au hasard ou à un facteur de confusion. »

#### Études en laboratoire sur animaux
Certaines études[Lesquelles ?] en laboratoire sur animaux ont montré que l'exposition aux champs électriques et magnétiques peuvent être associées à l'augmentation d'incidence de certains cancers (mais pas les leucémies). Les études[Lesquelles ?] ne montrant aucune association sont plus nombreuses. Mais les niveaux de champs nécessaires à l'apparition des phénomènes néfastes sont sans commune mesure avec ceux mesurés à proximité des lignes à haute tension. En France, le Centre international de recherche sur le cancer de Lyon classe cependant les champs magnétiques de très basse fréquence produits par les lignes à haute tension dans le groupe 2B des agents potentiellement cancérigènes, mais uniquement pour le cas particulier des leucémies de l'enfant.

#### Synthèse de l'OMS (2007)
En juin 2007, l'Organisation mondiale de la santé a publié une monographie examinant la littérature scientifique sur les effets des champs électriques et magnétiques sur la santé. Après examen des preuves scientifiques, la monographie n'a pas identifié de pathologies qui pourraient raisonnablement être attribuées à l'exposition à des niveaux typiques de champs magnétiques ou électriques trouvés en milieu domestique ou sur un lieu de travail. Néanmoins la classification 2B du Centre international de recherche sur le cancer (potentiellement cancérigène) est maintenue pour les champs magnétiques, sur la base de liens statistiques non expliqués dans certaines études entre les leucémies de l'enfant et l'exposition à des champs magnétiques en milieu résidentiel. La preuve d'une liaison de cause à effet entre les deux est considérée comme « limitée », et les bénéfices d'une réduction des champs sur la santé sont déclarés comme « douteux ».

#### Avis de l'AFSSET (2010)
L’AFSSET a rendu un « avis sur les effets sanitaires des champs électromagnétiques d’extrêmement basses fréquences », il confirme que « les experts de l’Afsset partagent les conclusions du consensus international (OMS, 2007) qui considère que les preuves scientifiques d’un possible effet sanitaire à long terme sont insuffisantes pour justifier une modification des valeurs limites d’exposition actuelles » et rappelle qu’« aucune étude biologique n’a démontré un mécanisme d’action explicitant la survenue de ces leucémies ».
Cependant, l’AFSSET recommande « de ne pas installer ou aménager de nouveaux établissements accueillant des enfants (écoles, crèches…) à proximité immédiate des lignes à très haute tension, et de ne pas implanter de nouvelles lignes au-dessus de tels établissements ».
Cette dernière recommandation présente dans l'avis (9p) n’apparaissent pas dans les recommandations du rapport scientifiques joint à l’avis de l'AFSSET.
Une partie des scientifiques ayant rédigé le rapport se plaint d'ailleurs de l'AFSSET dans une lettre adressée aux ministres de la santé et de l'écologie. L'AFSSET ayant, selon eux, donné un avis « faisant fi des experts, auxquels l’Afsset demande compétence et transparence ; c’est manifestement un amateur qui a rédigé l’avis et préconisé sans concertation aucune et contre toute justification scientifique, la création "d’une zone d’exclusion" de 100 m. ».

#### Avis de l'OPESCT (2010)
L’OPECST qui est composé de 18 députés et 18 sénateurs ont rendu leur propre avis en mai 2010. L'OPECST est en accord, avec l'OMS et l'AFFSET sur le fait que « les normes internationales de protection de la population (limite de 100 μT à 50 Hz) et des travailleurs sont efficaces pour protéger la population des effets à court terme liées aux expositions aiguës. Il n'est donc pas nécessaire de les modifier. ».
Cependant, sur le cas des leucémies infantiles et de la recommandation de l'AFSSET sur une zone d'exclusion de 100 m, l'OPECST rappelle que dans le principe de précaution, comme le demande l’OMS, il faut « trouver des solutions à très bas coût compte tenu de l’incertitude scientifique », soulignant que la création d’une zone d’exclusion a « un coût élevé » et une « efficacité limitée ».
Ainsi, l'OPECST propose plutôt de ne pas implanter de nouvelles constructions conduisant à une exposition des enfants à plus de 0,4 µT en moyenne.

### Instruction aux préfets français (2013)
À la suite du classement du CIRC et de l'avis de l'Anses, et alors que près de 350 000 personnes seraient exposées en France à des champs magnétiques de lignes électriques de plus de 0,4 µT, en avril 2013, le ministère français de l'Écologie a édicté une instruction aux préfets leur demandant de recommander la maîtrise de l'urbanisme autour des lignes THT (2013). Il est demandé aux collectivités et autorités délivrant les permis de construire « d'éviter, dans la mesure du possible », de décider ou d'autoriser l'implantation de nouveaux établissements sensibles (hôpitaux, maternités, établissements accueillant des enfants tels que crèches, maternelles, écoles primaires, etc.) dans des zones exposées à un champ magnétique supérieur à 1 μT à proximité d'ouvrages à haute et très haute tension (HT et THT), lignes aériennes, câbles souterrains et postes de transformation ou jeux de barres.

### Lignes haute tension et impacts environnementaux

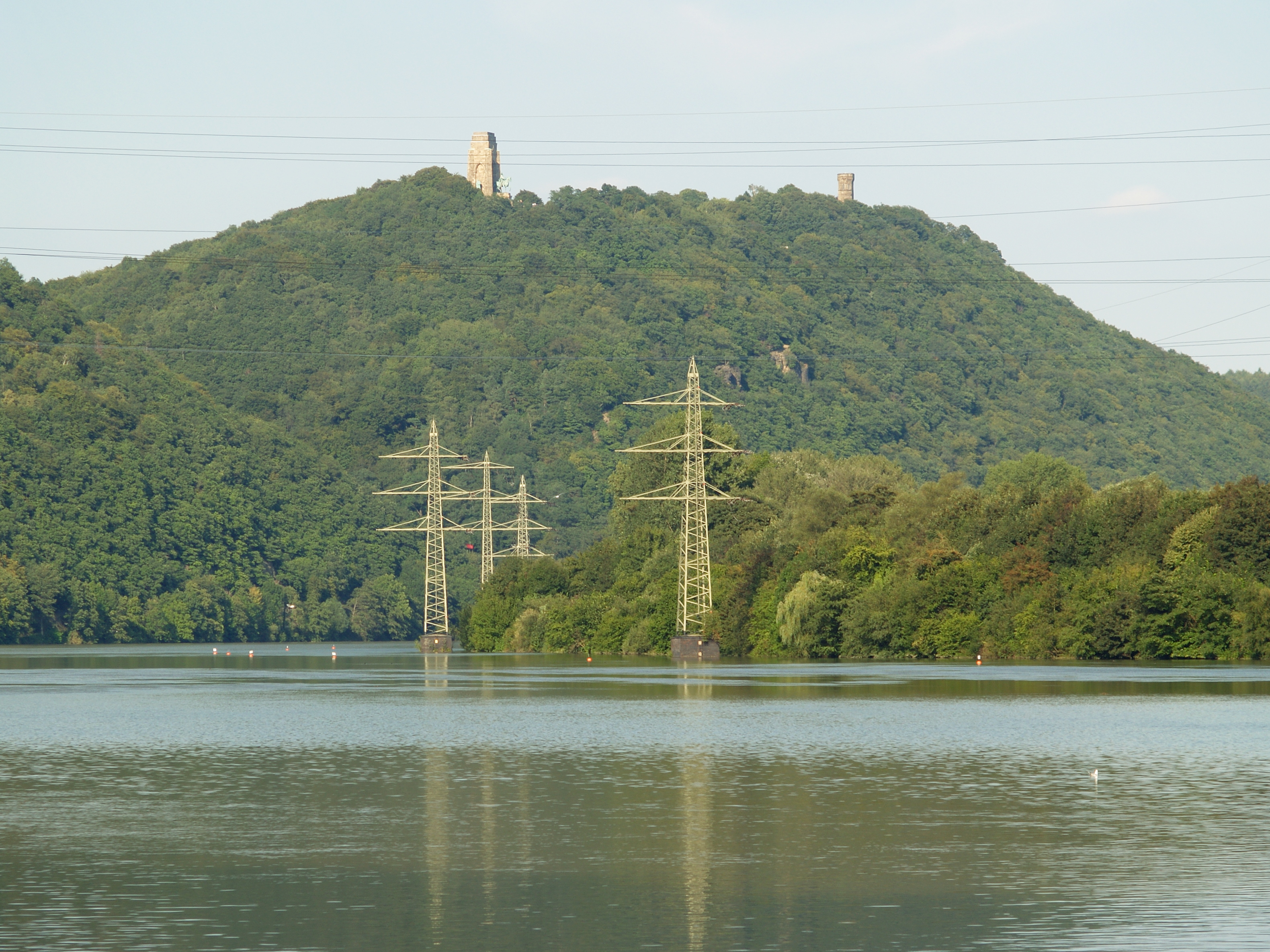
Les lignes haute tension, voire certaines lignes moyenne tension, posent souvent de difficiles problèmes d'intégration paysagère et écopaysagère (mortalité d'oiseaux par collision avec la ligne quand elles sont placées sur des corridors de migration des oiseaux).

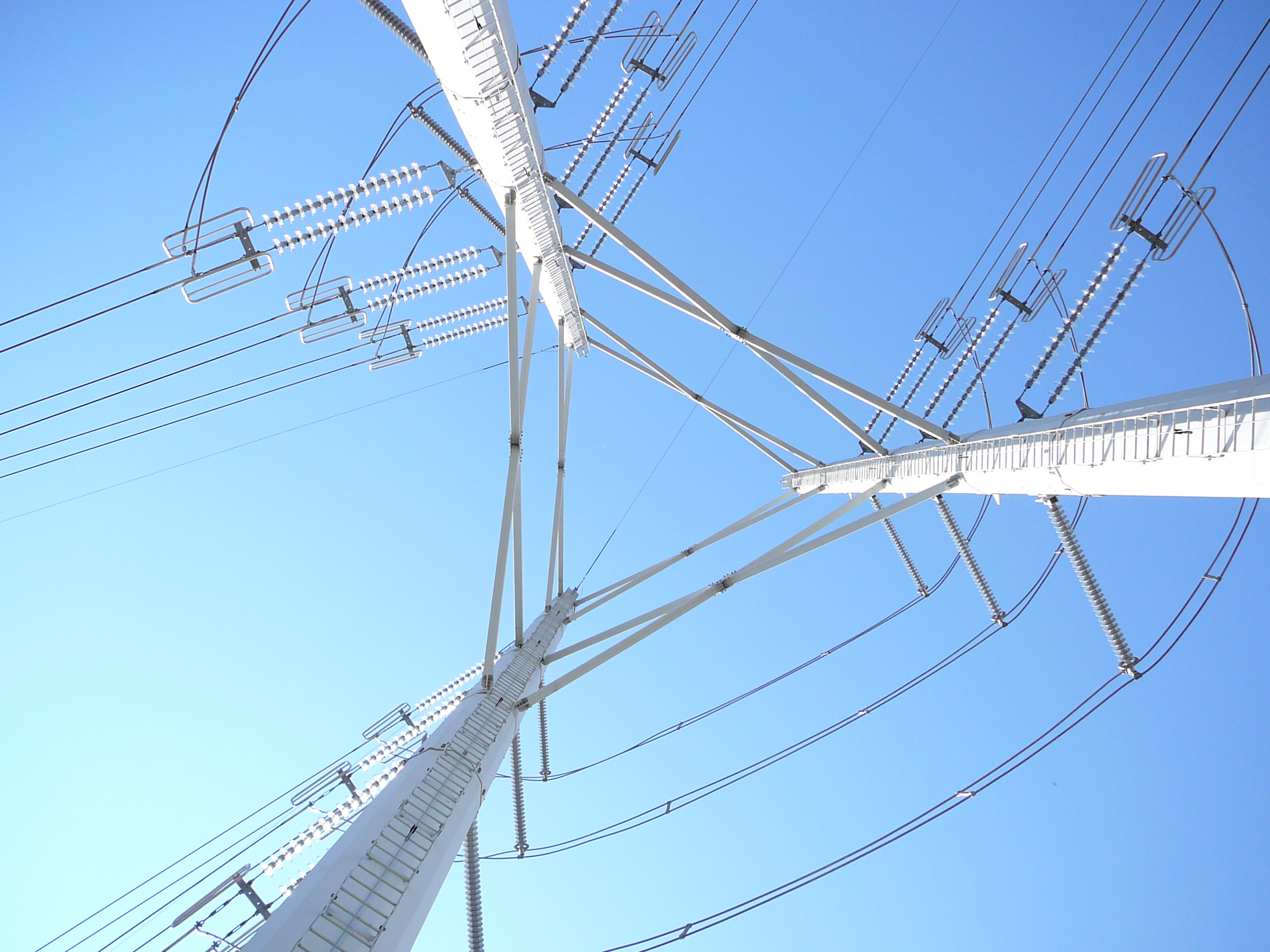
Un pylône de type muguet, un modèle moins massif et destiné à mieux s'intégrer à l'environnement urbain.

Les lignes dites à très haute tension, à 225 ou 400 kV (et certaines lignes moyenne tension) sont vivement critiquées par les associations de protection de l'environnement et dans les médias, en raison de :
- soupçons ou indices d'impacts sanitaires sur l'homme ou certains animaux d'élevage (évoqués plus haut) ;
- impacts paysagers nuisibles pour le tourisme et la qualité de vie ;
- nuisances sonores pour les riverains (grésillement continu par temps humide, induit par l'effet de couronne) ;
- impacts écopaysagers, notamment via :
  - les « tranchées déboisées », sources de fragmentation de massifs boisés,
  - les mortalités d'oiseaux par collision et électrocution avec les lignes[59],[60] sur l’avifaune, notamment sur les oiseaux en migration.

#### Impact sur la flore
Une expérience publiée en 2010 a étudié des bulbes d'oignon (Allium cepa) et des graines d'engrain sauvage (Triticum boeoticum) sous et aux abords d'une lignes à haute tension. Plus les bulbes ou graines étaient exposés au champ électromagnétique de la ligne, plus leur index mitotique et leur taux d'aberration chromosomique étaient importants.
Un effet général de synanthropisation est également constaté sous les lignes ou à proximité, même dans des environnements naturels protégés. Ainsi, une étude parue en 2020 a été menée dans une aire naturelle protégée russe traversée sur 8 km par une ligne de 110 kV. Cette ligne avait une emprise de 30 m environ au sol et elle était le seul aménagement anthropique dans la réserve naturelle. Sous la ligne et à proximité, la biodiversité floristique a fortement diminué : certaines espèces y ont disparu et la part des espèces banales a augmenté. L'auteure de l'étude estime que le champ électromagnétique induit par la ligne a contribué à la transformation du couvert végétal et à la synanthropisation du milieu. Un indice de synanthropisation a été calculé : 30 espèces de 12 familles indicatrices de synanthropisation ont été identifiées dans le couloir de passage de la ligne et à proximité ; l'indice de synanthropisation des phytocénoses étudiées y variait de 6,6 à 81,2 %, le plus grand nombre d'espèces synanthropes étant situé dans la zone anthropisée.

#### Impact sur l'avifaune
La mortalité aviaire observée varie beaucoup ; localement faible (là où il n'y a pas de passages d'oiseaux par exemple) à élevée (jusqu'à 4 300 victimes/km/an comptés morts au sol sur des couloirs de migration, ; 220 cigognes blanches ont par exemple été retrouvées mortes électrocutées de 1980 à 1991, et 133 flamants roses entre 1987 et 1992 dans les Bouches-du-Rhône (1re cause de mortalité). Un programme Life a cependant montré, en Espagne, qu'en enterrant une vingtaine de kilomètres des 325 km du réseau sur les zones critiques pour les collissions, et en améliorant ailleurs la signalisation des câbles et superstructures pour les oiseaux, le taux de collision avec ces derniers pouvait être diminué de plus de 90 %, dans une zone de protection spéciale où la collision avec ces lignes était l'une des principales causes de mortalité non naturelle d'espèces protégées en Aragon). Deux études internationales présentées à l'ONU via la commission sur les oiseaux migrateurs de l'UNEP ont confirmé l'impact très important des lignes électriques sur les oiseaux migrateurs,. À partir de l'état des lieux sur les recherches publiées (jusqu'en 2011) et certaines mesures correctives développées ou testées dans quelques pays et par certaines sociétés d'électricité pour limiter la mortalité aviaire due aux collisions et électrocutions par les lignes électriques, les auteurs concluent que pour l'Afrique-Eurasie, des centaines de milliers d'oiseaux meurent chaque année par électrocution et beaucoup plus (dizaines de millions) par collision avec les lignes électriques. Les espèces les plus facilement trouvées mortes sont de grande taille (cigognes, grues, grands rapaces, pélicans…). Selon les auteurs, « cette mortalité accidentelle pourrait mener à des déclins et/ou à des extinctions de populations à l'échelle locale ou régionale ». La solution la plus efficace serait d'enfouir toutes les lignes basse et moyenne tension (en cours aux Pays-Bas, et prochainement en Norvège ou en Allemagne). Il faut aussi isoler les parties aériennes dangereuses, installer des perchoirs artificiels alternatifs ou des dispositifs d'effarouchement.
« Les autorités nationales, les compagnies d'électricité et les organisations impliquées dans la conservation des oiseaux et dans la recherche devraient utiliser ces lignes directrices comme un premier pas pour appréhender l'important problème de mortalité aviaire causée par les collisions et l'électrocution. Elles devraient également travailler de concert afin de mieux localiser l'emplacement des futures lignes et d'identifier conjointement les sites critiques où les lignes existantes doivent faire l'objet d'améliorations et d'aménagements pour une meilleure sécurité des oiseaux », a demandé Marco Barbieri, secrétaire exécutif par intérim de l'Accord Afrique-Eurasie sur les oiseaux d'eau migrateurs (AEWA).
L'âge de l'oiseau intervient sur sa vulnérabilité aux collisions. Ceci varie selon l'espèce, mais de manière générale les jeunes inexpérimentés entrent plus souvent en collision avec les lignes électriques que les oiseaux adultes. Pour les Barges et Vanneaux à queue noire, Renssen (1977) a par exemple montré qu'en juin-juillet les oiseaux tués par des lignes étaient en majorité nés dans l'année. Mathiasson (1993) a montré en Suède, que 43,1 % des Cygnes tuberculés (Cygnus olor) tués par collision avec des lignes étaient des juvéniles. Les jeunes Hérons cendrés (Ardea cinerea) étaient plus susceptibles d'entrer en collision avec les lignes électriques d'août à décembre, une période où les oiseaux de première année représentent plus de 71 % de la mortalité enregistrée (Rose & Baillie 1989 cité dans APLIC, 1994). Le contexte pourrait avoir une importance, car localement, quelques études n'ont pas trouvé de différence du point de vue des risques de collision selon que les oiseaux soient adultes ou juvéniles,.
L'heure importe aussi : les espèces plutôt actives la nuit ou crépusculaires sont plus sensibles aux collisions que les espèces volant plutôt de jour, probablement parce que les lignes électriques sont moins visibles la nuit pour les oiseaux dont certains (canards à la recherche de sites d'alimentation par exemple) volent à la hauteur critique des fils électriques. Heijnis (1980) a montré que dans les prairies d'un polder néerlandais, la plupart des collisions avec la ligne survenaient en pleine nuit (33 % entre 23 h 00 et 04 h 00) et en période crépusculaire (23 % de 4 à 8 h et 29 % de 18  à 23 h). En outre, dans le Sud de l'Angleterre[réf. incomplète], sur les trajets de migrateurs nocturnes (surtout des grives) ce sont ces oiseaux qui les sont les plus retrouvés victimes de collision. En Allemagne (1988) 61 % des victimes étaient des espèces volant plus de nuit que de jour. Dans le Nebraska des capteurs comptant les collisions (Bird Strike) avec les fils d'une ligne de 69 kV ont montré qu'il s'agissait là principalement des grues et que 50 % environ des collisions étaient enregistrées en soirée et presque toutes les autres le reste de la nuit.

#### Solutions et obstacles
Les associations environnementales, de lutte contre ce type de nuisance ou de défense des paysages demandent généralement de :
- suspendre l’ensemble des projets d’extension de lignes à très haute tension aériennes ;
- enfouir les lignes THT existantes ;
- mener des études épidémiologiques et écoépidémiologique à proximité des lignes à très haute tension ;
- réduire les besoins électriques ;
- utiliser les alternatives moins consommatrices d'énergie.
- équiper les lignes existantes de dispositifs protégeant les oiseaux[78],[79]

Les obstacles à l'enfouissement sont techniques et économiques. D'un point de vue technique, les pertes en puissance réactive générées par un courant alternatif imposent des limites sur la longueur de câble, qui peuvent poser un problème pour les niveaux de tension les plus élevés (225 et 400 kV). En courant continu, en revanche, les distances peuvent être plus importantes. Cependant, le reste du réseau électrique étant configuré en alternatif, il faut prévoir à chaque extrémité des lignes des stations de conversion. D'un point de vue économique, une ligne 400 kV enterrée coûte environ dix fois le prix d'une ligne aérienne. Mais cette évaluation approximative ne tient pas compte d'éventuelles économies d’échelle obtenues[réf. nécessaire]. Enfin, les lignes aériennes sont extrêmement vulnérables en cas de tempête : en France, la tempête de 1999 a entraîné un surcoût de 30 % pour la seule mise aux normes des lignes THT afin qu’elles résistent à des vents violents de 170 km/h[réf. nécessaire]. Au Canada, les tempêtes de verglas peuvent aussi endommager les lignes, comme celle survenue en janvier 1998 dans l'Est de l'Amérique du Nord qui a détruit 120 000 km de lignes électriques de toutes tensions[réf. nécessaire].
Le surcoût théorique, notamment mis en exergue par l'opérateur du réseau français RTE, occulte les bénéfices attendus d’un enfouissement tout en faisant implicitement abstraction des externalités négatives, à savoir l’impact sur le paysage, le tourisme, l’habitat naturel, les nuisances sonores, ainsi que les conséquences sur l’avifaune. En Allemagne, une loi impose d'enfouir les lignes qui doivent traverser la forêt de Thuringe et la Basse-Saxe, imposant un surcoût de 70 millions d'euros (soit 0,80 € par foyer, à comparer aux vingt milliards d'euros par an prévus pour doper le développement du réseau)[réf. incomplète].
Le maire de Villechien a tenté sans succès d'interdire ces lignes en raison du risque électromagnétique qu'elles présentaient selon lui, s'appuyant pour ce faire sur ses pouvoirs de police et invoquant le principe de précaution ; le tribunal administratif de Caen l'a contredit en décembre 2008.

## Études d'impact: saisine de l'Autorité environnementale
L'Autorité environnementale (AE), créée en France par un décret du 29 avril 2009, donne des avis, rendus publics, sur les évaluations des impacts des grands projets et programmes sur l’environnement et sur les mesures de gestion visant à éviter, atténuer ou compenser ces impacts notamment lors d'une création d’une ligne à haute tension.